# Симановский, Леонид Яковлевич
Леони́д Я́ковлевич Симано́вский (род. 19 июля 1949, Куйбышев) — российский миллиардер, с 2003 года депутат Государственной думы IV, V, VI, VII и VIII созывов по списку партии «Единая Россия», заместитель председателя Комитета Государственной Думы по бюджету и налогам, член фракции «Единая Россия». Совместно с Леонидом Михельсоном является совладельцем компании ООО «Левит», которая контролирует компании ПАО «Новатэк», ПАО «Промсвязьбанк», ПАО «Сибур Холдинг» и Фонд региональных некоммерческих проектов «ДАР».
Из-за поддержки российско-украинской войны — под санкциями 27 стран ЕС, Великобритании, США, Канады, Швейцарии, Австралии, Японии, Украины, Новой Зеландии.

## Биография
Леонид Симановский родился 19 июля 1949 в Куйбышеве.
В 1966 году работал слесарем-сборщиком на заводе «Прогресс».
В 1979 году окончил Куйбышевский плановый институт и пошёл работать заместителем управляющего треста «Куйбышевтрубопроводстрой». В 1979—1991 годах — заместитель управляющего союзного треста «Куйбышевтрубопроводстрой».
В 1992 году стал генеральным директором совместного российско-итальянского предприятия «Интернэшнл бизнес групп» по переработке угля и выпуску стройматериалов.
В 1994—1995 годах — директор акционерного общества трастовой компании «Новотраст».
В 1995 году окончил Международную Московскую финансово-банковскую школу и был избран президентом банка «Солидарность». Занимал эту должность до июля 1996 года.
В 1996—2001 годах работал в структурах ЮКОСа. Занимал должности вице-президента НК «ЮКОС», первого вице-президента ЗАО «ЮКОС ЭП», начальника управления развития регионального бизнеса, заместителя председателя Правления по кадровым вопросам и региональной политике ООО «ЮКОС-Москва», вице-президента ООО «ЮКОС-Москва», члена Объединённого Правления ЗАО «РОСПРОМ».
В 2000 году основал компанию «Химпроминдустрия» (ЗАО «Группа Химпроминдустрия») и стал её председателем совета директоров.
В 2001 году стал председателем совета директоров ОАО «СНП НОВА».
C 2002 по 2003 год входил в советы директоров компаний «Новатэк» и «Итера» (ООО «НГК ИТЕРА», ОАО «ФИК Новафининвест»).
В 2003 году — председатель Совета директоров ОАО «НОВАТЭК».
В 2003 году избран депутатом Госдумы четвёртого созыва от «Единой России».
В 2007 и 2011 году переизбран депутатом V и VI созыва в составе федерального партийного списка Единой России от Ханты-Мансийского автономного округа — Югра.
В 2016 году переизбран депутатом Государственной думы VII созыва созыва в составе федерального партийного списка Единой России от Самарской области, проголосовал за повышение пенсионного возраста.
В 2021 году переизбран депутатом Государственной думы VII созыва в составе федерального партийного списка Единой России от Самарской области.

## Законотворческая деятельность
С 2003 по 2021 год, в течение исполнения полномочий депутата Государственной Думы IV, V, VI и VII созывов, выступил соавтором 44 законодательных инициатив и поправок к проектам федеральных законов.
Является первым заместителем председателя комитета по бюджету и налогам.
По результатам исследований «Transparency International — Russia», Симановский является одним из самых влиятельных депутатов в Госдуме — 83 % предложенных им законопроектов были приняты. В 2013 году он способствовал принятию законопроекта, который снижал налоговые отчисления для компаний-недропользователей; закон был выгоден компании «Новатэк», совладельцем которой он является.

## Санкции
Из-за поддержки российской агрессии и нарушения территориальной целостности Украины во время российско-украинской войны находится под персональными санкциями разных стран.
23 февраля 2022 года внесён в санкционные списки стран Евросоюза за действия и политику, которые подрывают территориальную целостность, суверенитет и независимость Украины и ещё больше дестабилизируют Украину.
24 февраля 2022 года включён в санкционный список Канады «близких соратников режима» за голосование о признании независимости «так называемых республик в Донецке и Луганске».
24 марта 2022 года, на фоне вторжения России на Украину, включён в санкционный список США за «соучастие в войне Путина» и «поддержку усилий Кремля по вторжению в Украину», Госдеп США заявил что депутаты Госдумы используют свои полномочия для преследования инакомыслящих и политических оппонентов, нарушают свободу информации, ограничивают права человека и основные свободы граждан России.
По аналогичным основаниям, с 11 марта 2022 года находится под санкциями Великобритании. С 25 февраля 2022 года находится под санкциями Швейцарии. С 26 февраля 2022 года находится под санкциями Австралии. С 12 апреля 2022 года находится под санкциями Японии. Указом президента Украины Владимира Зеленского от 7 сентября 2022 находится под санкциями Украины. С 3 мая 2022 года находится под санкциями Новой Зеландии.

## Собственность и доходы
Входит в рейтинг богатейших людей России по версии журнала Forbes с 2007 года. 
В 2023 году вошёл в рейтинг журнала Forbes «110 российских миллиардеров», где занял 77 место с состоянием $1,5 млрд.
С 2010 года владеет 21,7 % компании ООО «Левит», которая контролирует компании ПАО «Новатэк», ПАО «Промсвязьбанк», ПАО «Сибур Холдинг» и Фонд региональных некоммерческих проектов «ДАР». В 2021 задекларировал доход в размере 1 689 285 297 руб. Согласно декларации 2021 года, владеет жилым домом площадью 841,9 м², квартирой площадью 597,5 м², земельным участком площадью 2465,8 м², иной недвижимостью площадью 139,6м², автомобилями S-Class 500, S-Class 560, маломерными судами Buster L 620, North Silver PRO 610 FISH, МЗСА 822131, МЗСА 81771 Е.

## Семья
Жена — Симановская Софья Кимовна, дочь — Симановская Светлана Леонидовна. В 2021 году Софья Симановская задекларировала доход в 36 792 022 рублей; она владеет тремя единицами транспорта: моторным судном SARGO 33, Land Cruiser 150, GX460. Наибольший доход Софьи Симановской был задекларирован в 2017 году — 85 414 981 рублей.

## Награды
- Орден Почёта (21 июля 2014) — за активную законотворческую деятельность и многолетнюю добросовестную работу[30]
- Орден Дружбы (9 января 2010) — за заслуги в законотворческой деятельности и развитии российского парламентаризма[31]
- Медаль Столыпина П. А. II степени (19 июля 2019) — за заслуги в законотворческой деятельности, направленной на решение стратегических задач социально-экономического развития страны[32]
- Благодарность Правительства Российской Федерации (2 декабря 2013) — за многолетнюю плодотворную законотворческую деятельность и развитие законодательства Российской Федерации[33]
- Благодарность Правительства Российской Федерации (17 декабря 2016) — за заслуги в законотворческой деятельности и многолетний добросовестный труд[34]